# Geraldine Viswanathan
Geraldine Viswanathan (ang. wym.: ˌvɪswəˈnɑːθən; ur. 20 czerwca 1995 w Newcastle) – australijska aktorka filmowa i telewizyjna.

## Życiorys
Geraldine Viswabathan urodziła się 20 czerwca 1995 w Newcastle. Jej ojciec, Suresh Viswanathan, pracuje przy medycynie nuklearnej, a z pochodzenia jest Tamilem. Matka Geraldine, Anja Raith, pochodzi ze Szwajcarii i została wychowana przez ojca, który był filmowcem i tancerzem baletowym.
Geraldine ma młodszą siostrę. Viswanathan uczęszczała do Hunter School of the Performing Arts w Newcastle, gdzie miała zajęcia teatralne.
W wieku piętnastu lat wyjechała z rodziną do Los Angeles, gdzie przeszła proces poszukiwania menadżera, mając nadzieję na zdobycie ról w produkcjach Disneya i Nickelodeonu.
W 2015 roku Geraldine znalazła się na liście kandydatów do stypendium Heatha Ledgera. Studiowała stosunki międzynarodowe i dziennikarstwo, a w trakcie studiów występowała jako artystka stand-upowa i w skeczach komediowych w Sydney.

## Kariera
Viswanathan występowała jako czternastolatka w reklamach telewizyjnych firmy Kodak. W 2016 roku zagrała w musicalu Emo jako Jamali i pojechała do Los Angeles na swój pierwszy sezon pilotażowy. Rok później dołączyła do obsady serialu Janet King, który był produkowany przez Australian Broadcasting Corporation, w którym wcieliła się w rolę Bonnie Mahesh i zagrała w ośmiu odcinkach. Geraldine była lektorką w pokojach castingowych i lektorką w australijskim procesie castingowym do filmu Bajecznie bogaci Azjaci.
W 2019 roku zagrała u boku Daniela Radcliffe'a w amerykańskim serialu komediowym Cudotwórcy. W tym samym roku wystąpiła w filmie opartym na prawdziwej historii pt. Zła edukacja. Za rolę w tym filmie Viswanathan otrzymała uznanie krytyków na Międzynarodowym Festiwalu Filmowym w Toronto.

## Filmografia

### Filmy
| Rok  | Tytuł                  | Tytuł oryginalny          | Rola            | Uwaga                                          | Źr.           |
| ---- | ---------------------- | ------------------------- | --------------- | ---------------------------------------------- | ------------- |
| 2015 | Big Bad World          | Big Bad World             | Neha            | Film krótkometrażowy                           | [ 11 ]        |
| 2016 | Emo                    | Emo the Musical           | Jamail          |                                                | [ 3 ] [ 8 ]   |
| 2016 | All Out Dysfunktion!   | All Out Dysfunktion!      | Vizzie          |                                                | [ 12 ]        |
| 2018 | Męska paczka           | The Package               | Becky           |                                                |               |
| 2018 | Strażnicy cnoty        | Blockers                  | Kayla           |                                                | [ 13 ]        |
| 2020 | Zła edukacja           | Bad Education             | Rachel Bhargava |                                                | [ 3 ] [ 14 ]  |
| 2020 | Hala                   | Hala                      | Hala Masood     | Rola główna                                    | [ 15 ]        |
| 2020 | Galeria złamanych serc | The Broken Hearts Gallery | Lucy            | Rola główna                                    | [ 16 ] [ 17 ] |
| 2021 | 7 Days                 | 7 Days                    | Rita            | Rola główna, również jako producent wykonawczy | [ 19 ]        |
| 2023 | Bańka pluszaków        | The Beanie Bubble         | Maya            |                                                | [ 20 ]        |
| 2023 | Niebezpieczny kochanek | Cat Person                | Taylor          | Rola główna                                    | [ 21 ]        |
| 2024 | Żegnajcie laleczki     | Drive-Away Dolls          | Marian          | Rola główna                                    | [ 22 ]        |
| 2025 | Oh, Hi!                | Oh, Hi!                   | Max             |                                                | [ 23 ]        |
| 2025 | Thunderbolts*          | Thunderbolts*             | Mel             |                                                | [ 24 ]        |
| 2025 | Serdecznie zapraszamy  | You're Cordially Invited  | Jenni           |                                                | [ 13 ]        |

### Seriale
| Rok  | Tytuł                    | Tytuł oryginalny         | Rola | Uwaga       | Źr.           |
| ---- | ------------------------ | ------------------------ | --- | ----------- | ------------- |
| 2017 | Nippers of Dead Bird Bay | Nippers of Dead Bird Bay | |             | [ 25 ]        |
| 2019 | Cudotwórcy               | Mircale Workers          | Eliza Hunter (sezon 1) Alexandra "Allie" Shitshoveler (sezon 2) Prudence Aberdeen (sezon 3) Freya Exaltada (sezon 4) | Rola główna | [ 10 ] [ 13 ] |